# Vincenzo Legrenzio Ciampi
Vincenzo Legrenzio Ciampi (Piacenza, 2 aprile 1719 – Venezia, 30 marzo 1762) è stato un compositore italiano.

## Biografia
Studiò dapprima a Piacenza sotto la guida del maestro di cappella Rondini, poi con Francesco Durante e Leonardo Leo a Napoli. Fu proprio presso la scuola napoletana che acquisì il suo stile composito per l'opera buffa, genere in cui fu maggiormente apprezzato. Tra il 1746 e 1747 lavorò a Palermo come clavicembalistae alle percussioni. Successivamente si recò prima a Parigi e poi a Londra, dove rimase dal 1748 al 1756. Dopo un breve soggiorno a Bruxelles, dal 1747 prestò servizio come maestro di cappella all'Ospedale degli Incurabili a Venezia. Ivi morì, di apoplessia, durante le prove per la rappresentazione della sua ultima opera, Antigona, nel 1762.
Oltre alle opere liriche, compose parecchia musica da camera, per lo più scritta tra il 1751 e il 1756 a Londra, che fu discretamente apprezzata. Tuttavia il campo in cui ebbe maggior successo rimase l'opera buffa. Tra i suoi lavori più noti si ricorda l'opera Bertoldo alla corte rappresentata a Parigi il 12 novembre 1754, la quale fu ben accolta dal pubblico e l'opera Gli tre cicisbei ridicoli, rappresentata a Londra il 14 marzo 1749, contenente la famosa aria Tre giorni son che Nina, che per più di un secolo è attribuita erroneamente a Giovanni Battista Pergolesi. Il suo stile compositivo si colloca a metà strada tra lo stile barocco e quello galante.

## Lavori

### Opere
Sono note 25 opere di Ciampi; l'anno e la città si riferiscono alla prima rappresentazione.
- Da un disordine nasce un ordine (opera buffa, libretto di Gennaro Antonio Federico, 1737, Napoli)
- La Beatrice (opera buffa, libretto di Gennaro Antonio Federico, 1740, Napoli)
- La Lionora (opera buffa, libretto di Gennaro Antonio Federico, composto in collaborazione con Nicola Bonifacio Logroscino, 1742, Napoli)
- La Flaminia (dramma per musica, 1743, Napoli)
- L'Arminio (dramma per musica, libretto di Federico de Navarra, 1744, Napoli)
- L'amore ingegnoso (opera buffa, libretto di Antonio Palomba, 1745, Napoli)
- L'Arcadia in Brenta (opera buffa, libretto di Carlo Goldoni, 1746, Piacenza)
- Artaserse (dramma per musica, libretto di Pietro Metastasio, 1747, Palermo)
- Adriano in Siria (dramma per musica, libretto di Pietro Metastasio, 1748, Venezia)
- Bertoldo, Bertoldino e Cacasenno (opera buffa, libretto di Carlo Goldoni, 1748, Venezia; rappresentata anche come Bertoldo in corte, 1754, Parigi)
- La scuola moderna ossia La maestra di buon gusto (opera buffa, libretto di Carlo Goldoni, 1748, Venezia)
- Il negligente (opera buffa, libretto di Carlo Goldoni, 1749, Teatro San Moisè di Venezia)
- La favola de' tre gobbi (intermezzo, libretto di Carlo Goldoni, 1749, Venezia)
- Gli tre cicisbei ridicoli (opera buffa, libretto di Carlo Antonio Vasini, 1749, Londra)
- Il trascurato (opera buffa, revisione de Il negligente, 1750, Londra)
- Il trionfo di Camilla (dramma per musica, libretto di Silvio Stampiglia, 1750, His Majesty's Theatre di Londra)
- Didone abbandonata (dramma per musica, libretto di Pietro Metastasio, 1754, Her Majesty's Theatre di Londra)
- La clemenza di Tito (opera buffa, libretto di Antonio Palomba, 1755, Teatro San Moisè di Venezia)
- Li tre gobbi rivali amanti di Madama Vezzosa (intermezzo, revisione de La favola de' tre gobbi, 1756, Venezia)
- Catone in Utica (dramma per musica, libretto di Pietro Metastasio, 1756, Venezia)
- Il chimico (opera buffa, libretto di Antonio Palomba, 1757, Venezia)
- Gianguir (dramma per musica, libretto di Apostolo Zeno, 1759, Venezia)
- Amore in caricatura (opera buffa, libretto di Carlo Goldoni, 1761, Venezia)
- Antigona (dramma per musica, libretto di Gaetano Roccaforte, 1762, Venezia)

### Lavori sacri

#### Oratori
- Betulia liberata (1747, Venezia)
- Christus a morte quaesitus et in calvario inventus (1745 circa, Venezia)
- Vexillum fidei (1759, Venezia)
- Virgines prudentes et fatuae (1760, Venezia)

#### Altri lavori sacri
- Missa solemnis a 4 voci (1758)
- Te deum laudamus a 4 voci con strumenti (1758)
- Kyrie, Gloria e Te Deum a 4 voci con archi
- Salve Regina a 4 voci con organo

### Lavori strumentali
- 6 sonate per 2 violini e basso continuo, op. 1
- 6 sonate per 2 violini e basso continuo, op. 2
- 6 sonate per clavicembalo
- 6 sonate per violino, basso e clavicembalo o violoncello, op. 5
- 6 concerti in 6 parti per 3 violini, basso, clavicembalo o violoncello, op. 6
- 6 concerti per organo, op. 7